# 갤럭시 게임

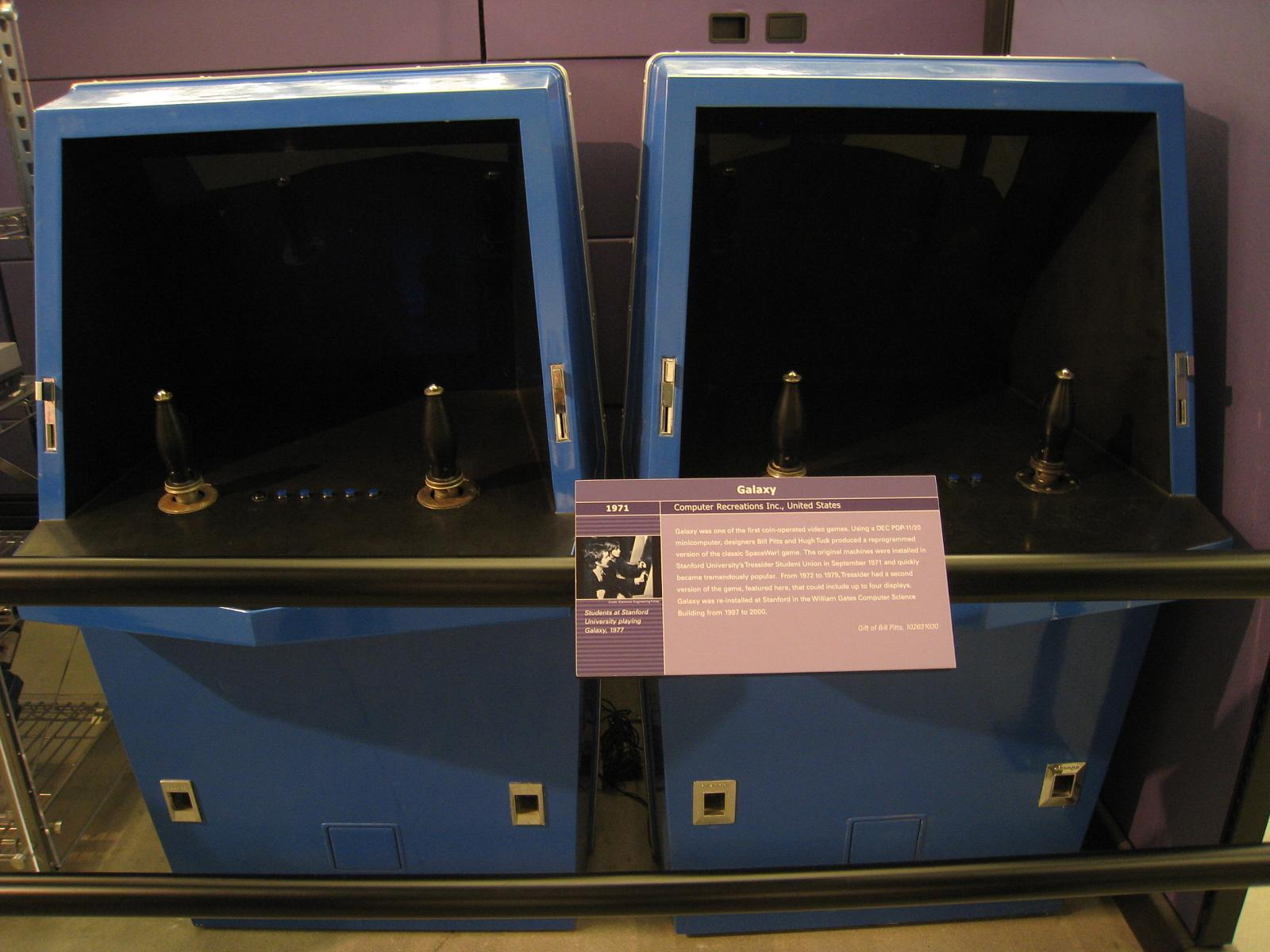

갤럭시 게임(Galaxy Game)은 비디오 게임 초기인 1971년에 개발된 우주 전투 아케이드 게임이다. 갤럭시 게임은 1962년 스페이스워!의 확장판으로, 잠재적으로 여러 컴퓨터에 설치될 수 있는 최초의 비디오 게임이다. 별의 중력 우물에서 기동하면서 공중전을 벌이는 두 대의 우주선, "바늘"과 "쐐기"가 특징이다. 두 우주선 모두 인간 플레이어가 조종한다.
빌 피츠(Bill Pitts)와 휴 턱(Hugh Tuck)이 제작한 초기 프로토타입의 제작 비용은 미화 20,000달러(2022년 약 145,000달러에 해당)이다. 이는 모니터, 제어 장치 및 좌석이 포함된 나무 콘솔에 케이블로 연결된 디지털 이큅먼트 코퍼레이션 PDP-11 미니컴퓨터로 구성되었다. 플레이어에게 게임당 10센트, 3게임당 25센트를 청구하고 군중을 "10배" 끌어 모았다. 이것은 최초의 동전으로 작동되는 비디오 게임 중 하나였다. 프로토타입은 1971년 11월 스탠퍼드 대학교의 트레시더(Tresidder) 학생회 건물에 설치되었으며, 이는 컴퓨터 스페이스의 유사한 프로토타입이 전시된 지 불과 몇 달 만에 플레이 비용을 청구하는 두 번째로 알려진 비디오 게임이 되었다.
두 사람은 1972년 6월 트레시더의 첫 번째 프로토타입을 대체하는 두 번째 프로토타입을 제작했다. 이 프로토타입은 4개의 모니터에서 동시에 여러 게임을 플레이할 수 있는 기능을 갖추고 있었지만 공간 제한으로 인해 실제로는 모니터가 있는 콘솔 2대만 설치되었다. 이 콘솔에는 파란색 유리 섬유 케이스가 있었고 PDP-11은 콘솔 중 하나 내부에 보관되었다. 설치 당시 두 사람은 프로젝트에 US$65,000(2022년 약 $455,000에 해당)를 지출했지만 게임을 상업적으로 실행 가능하게 만들 수 없었다.
두 번째 프로토타입은 1979년 디스플레이 프로세서에 결함이 생길 때까지 학생회관 건물에 남아 있었다. 1997년에 복원되어 스탠포드 컴퓨터과학과에 보관되었고, 2000년에 컴퓨터 역사 박물관으로 옮겨져 2017년 기준으로 계속 남아 있다.